# نبيلة إسبنيولي
نبيلة إسبنيولي (1955-) هي ناشطة تربوية، ونسوية من فلسطينيو الـ 48، حيث تعمل في عدة جمعيات نسوية، وكانت مرشّحة للكنيست من قبل حزب الجبهة الديموقراطية للسلام والمساواة.

## سيرتها
ولدت نبيلة اسبنيولي في سنة 1955 في مدينة الناصرة لأسرة مسيحية مكونة من عشرة أفراد. بعد تخرجها من المدرسة الثانوية في الناصرة، درست العمل الاجتماعي في جامعة حيفا وجامعه القدس، ودرست في ألمانيا الغربية علم النفس العلاجي وعادت إلى الوطن في سنه 1987، وعملت في تطوير برامج للطفولة المبكرة إلى أن أسّست مع مجموعة من النساء مركز الطفولة التابع لمؤسسة حضانات الناصرة في سنه 1989 وهي تعمل منذ ذلك الحين كمديرة لمركز الطفولة.
كتبت ونشرت خلال هذه السنوات عده كتب تتعلق بالطفولة المبكرة، التدريب، التربية والإرشاد التربوي، وشاركت في إصدارات عربية مختلفة حول الموضوع، كما ونشرت العشرات من المقالات باللغة العربية والعبرية والإنجليزية والألمانية تتعلق بالواقع السياسي والاجتماعي للنساء الفلسطينيات. كما قامت بترجمة وكتابة عدة قصص للأطفال أهمها "سلسلة قرانا الباقية فينا"

## نشاطاتها النسوية
إسبنيولي ناشطة في مركز نسوي «امرأة لأمراة»، وهو مركز يهودي-عربي.
في عام 2010، أقامت في مركز الطفولة مع عدة مؤسسات مشروع «عتيدة» لدمج النساء العربيات في سوق العمل، وتحسين أوضاعهن.
في عام 2011، اختيرت اسبنيولي من بين 100 شخصية ملهمة في يوم المرأة العالمي، وحصلت على جائزة عالمية.
الأنشطة العامة
اشغلت اسبنيولي مناصب عديدة احداها عضوة مجلس إدارة «الصندوق الجديد لإسرائيل» وقد عينت رئيسة لجنة حقوق الإنسان في مجلس إدارة «شتيل». كما أنها ناشطة في حزب الجبهة.
إسبنيولي من مؤسسي مركز مساواة لحقوق المواطنين العرب في إسرائيل، وسابقا أشغلت منصب رئيسة المركز. عملت في مجال الحقوق المدنية للأقلية العربية في إسرائيل وللسلام بين إسرائيل والفلسطينيين.
إصداراتها
إصدرت عدة كتب وعشرات المقالات في اللغات العربية والأنجليزية والألمانية كما وشاركت في كتب عديدة كتابة وتحرير ومن كتبها:
- "حضانة الطفل وتنشئته"
- "الروضة مبنى وبرنامج وفعاليات" بالشراكة مع د.هالة اسبنيولي
- "الألعاب والنمو"
- "دليل التدريب الفعال"
- "التربية الجنسية في جيل الطفولة المبكرة"
- "بحث الجنسوية في أدب الأطفال" بالشراكة مع د.هالة اسبنيولي
- "بحث الجنسوية في الكتب المدرسية" بالشراكة مع د.هالة اسبنيولي، رهام ابو العسل، ومنى ظاهر.
- "حقيبية نباتات بلادي بين الجبل والوادي" بالشراكة مع نجلا زاروبي -جرايسي
- "من النقب لبيسان" بالشراكة مع ماجدة زريق عيلبوني
- "الماء" بالشراكة مع عايدة نخلة
- دليل الإرشاد التربوي" بالشراكة مع اخرين
- "اطفالنا بمواجهة الأزمات- دليل الأهل" بالشراكة مع د.هالة اسبنيولي
- "اطفالنا بمواجهة الأزمات- دليل المربي/ة" بالشراكة مع د.هالة اسبنيولي
- "اطفالنا بمواجهة الأزمات" بالشراكة مع د. هالة اسبنيولي
- "نسير للأمام" بالشراكة مع د.هالة اسبنيولي

كما وترجمة كتب للأطفال من اللغة الأنجليزية للعربية ونشرها مركز الطفولة مؤسسة حضانات الناصرة:
- "الدمية التي طارت"
- "الأصغر"
- "مانجا لجدي"
- "انت صديقي العزيز فعلا"

إصدرات للأطفال:
من سلسلة قرانا الباقية فينا إصدر الى الأن:
- "صياد البصة"
- "شاعر البروة"
- "رسام السجرة"
- "فراشة الناصرة"
- "سر صفورية"
- "شفا معلول"

كتب اخرى للأطفال:
- "وشوشة"
- "جرب بتقدر"
- "كن دوما انت"

## جوائز
حصلت على جائزة السلام من مدينة آخن في ألمانيا في عام 2006. وفي تلك السنة كانت من بين النساء الف امرأة مرشحة لنيل جائزة نوبل للسلام.
في عام 2011 اختيرت من قبل منظمة "Women Deliver" من بين مائة امرأة ملهمة ومؤثرة ومساعدة للأطفال والنساء.
في عام 2016 حصلت على جائزة حقوق الأنسان على أسم "مارتن لوثر كينج
وفي عام 2022 حصلت على جائزة حقوق الأنسان من الصندوق الجديد في بريطانيا